# 哈尔·达亚尔

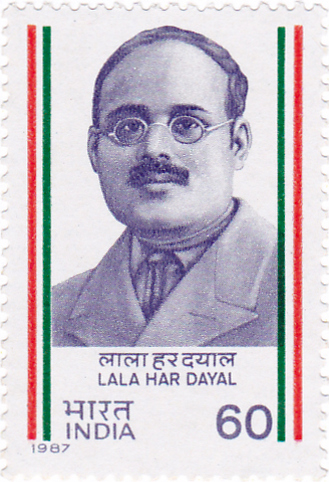
哈尔·达亚尔

哈尔·达亚尔·辛格·马图尔（1884年10月14日—1939年3月4日），印度独立运动人士、博学家。
哈尔·达亚尔于1884年出生于德里的卡雅斯塔种姓家庭。早年受到了朱塞佩·马志尼、卡尔·马克思、米哈伊尔·巴枯宁等欧洲思想家的影响。他分别在德里圣斯蒂芬学院和旁遮普大学取得了梵文专业的学士和硕士学位，于1905年赴英牛津大學聖約翰學院就学，因在梵文领域的成就而先后获得两项奖学金。就读期间，哈尔·达亚尔表现出其无政府主义和印度民族主义倾向，导致其遭到警察监视。1908年，哈尔·达亚尔放弃奖学金返回印度，继续通过报章宣传其政治立场，而遭英国当局迫害。1909年，他来到巴黎，担任《向祖国致敬报》（Vande Mataram）和《印度社会学家报》（The Indian Sociologist）主编；随后又先后移居阿尔及利亚和马提尼克。
1911年，哈尔·达亚尔移居美国，在斯坦福大学任教。他加入世界产业工人组织，参与工人运动。由于其无政府主义倾向，哈尔·达亚尔于1912年春辞职，同年在奥克兰开设“加利福尼亚巴枯宁研究院”。他在美国西海岸收留印度留学生，设立奖学金，鼓励留学生从事科学研究。他还成为了在美印侨独立运动组织加德尔党的关键人物，任其机关报主编。
1914年，由于传播无政府主义，他被美国政府逮捕，利用保释机会逃往柏林，此后逐渐淡化政治立场，转向学术领域。1930年，他在伦敦大学亚非学院获得博士学位。1939年，于美国费城逝世。